# Dale Oliver
Dale Oliver es un compositor, guitarrista y productor musical estadounidense, que está firmado con Impact Wrestling, donde es el director de Impact Wrestling Music .  Oliver fue anteriormente guitarrista del grupo de música country estadounidense Blackhawk, Reba McEntire, Steven Curtis Chapman y Geoff Moore and the Distance

## Carrera
Oliver realizó una gira y grabó con Geoff Moore and the Distance como guitarrista durante 6 años y coescribió 11 canciones con Moore durante este tiempo. Fue nominado a canción de rock del año por "A Place to Stand". Después de dejar The Distance, Oliver formó un trío de rock llamado The Ministers con Jimmie Lee Sloas y Kip Raines. Luego, la banda firmó con Hollywood Records. La banda grabó un álbum y se disolvió.Luego, Oliver grabó y realizó una gira con Henry Lee Summer y Steven Curtis Chapman. El álbum de Chapman "The Live Adventure", que incluía la canción "Tuesdays Child", coescrita por Oliver, ganó un Grammy en 1994.Después de la gira Live Adventure, Oliver se unió al grupo de música country estadounidense Blackhawk como guitarrista.  Realizó giras y grabó con Blackhawk, además de coescribir parte de su música, como "Almost a Memory Now", "Nobody's Fool" y "She Dances with her Shadow". La banda abrió para Reba McEntire .  Cuando el miembro fundador de Blackhawk, Van Stephenson, murió de cáncer, Oliver dejó la banda y comenzó a viajar con McEntire como su guitarrista principal.
Después de una gira con McEntire, Oliver trabajó como redactor de Warner Bros y compuso música para EA Sports 2012, el videojuego Madden de 2013 y produjo una canción para el videojuego de NASCAR de 2008. Oliver también escribió canciones y produjo la música de la banda de rock cristiano Casting Crowns . Compuso música para las películas Frente a los gigantes e Incondicional y fue músico en las bandas sonoras de las películas Fireproof, Courageous y Las crónicas de Narnia: El león, la bruja y el armario . Oliver continúa grabando música y ha grabado con Shania Twain, Kenny Chesney, Shinedown, Carrie Underwood, Sawyer Brown y Bucky Covington . Oliver coescribió canciones con Covington y ha producido su música.

## Compositor musical en el mundo del Wrestling (2002–presente)
En 2002, Oliver se unió a NWA:TNA (más tarde Impact Wrestling ), donde escribe, graba y produce música para los temas de entrada y PPV .  Oliver cantó en el tema de entrada de Jeff Jarrett "My World" y "I AM" de AJ Styles, para el cual colaboró con el grupo de rap GRITS, rapeó en "Nation of Violence" de Samoa Joe y tocó la guitarra en la entrada de Sting . tema. Oliver coescribió, produjo y tocó todos los instrumentos para el tema de James Storm, "Longnecks and Rednecks" de Serg Salinas con Montgomery Gentry, y también apareció en el vídeo musical de 2012. Oliver también proporcionó los temas de entrada para The Beautiful People / Velvet Sky, Madison Rayne, Dixie Carter, Tara y Ethan Carter III, así como para Joe Hermes y otros.
En 2010, Oliver colaboró con el luchador de TNA Jeff Hardy y la banda de Hardy , Peroxwhy?gen, en dos canciones. El primero fue un remix de la canción "Modest" de Hardy. El otro era un remix de la canción de Peroxwhy?gen "Another Me", que Hardy utilizó como tema de entrada. En 2011, Oliver volvió a formar equipo con Hardy para trabajar en la canción "Resurrected", y luego Hardy comenzó a usar el tema en el evento Pay-Per-View " Bound For Glory " de TNA el 16 de octubre de 2011. En 2013, Oliver produjo, coescribió y tocó la guitarra en el álbum más nuevo de Peroxwhy?gen. También produjo, interpretó y coescribió el álbum navideño de 2013 de Christy Hemme . Además, tocó la guitarra en el álbum de Shinedown The Sound of Madness . En 2018, Oliver reemplazó a Chris Anderson en la banda de rock sureña Outlaws como guitarrista principal y se reincorporó a la banda country BlackHawk.

## Discografía
Impact ha lanzado doce álbumes que contienen el trabajo de Oliver durante su mandato en Impact, los primeros cinco de los cuales se lanzaron físicamente en CD y el resto son lanzamientos digitales.
- NWA: TNA The Music, Vol. 1 (2003) [CD]
- NWA: TNA The Music, Vol. 2 (2003) [CD]
- 3rd Degree Burns: The Music of TNA Wrestling Vol. I (26 de noviembre de 2006) [CD]
- Meltdown: The Music of TNA Wrestling Vol 2 (20 de noviembre de 2007) [CD]
- Emergence: The Music of TNA Wrestling (12 de noviembre de 2009) [CD]
- Q4 (21 de noviembre de 2012)
- Black (27 de diciembre de 2012)
- Delirium (3 de mayo de 2013)
- Deliver (18 de noviembre de 2013)
- Evolution XIV (24 de abril de 2014)
- TOI (22 de septiembre de 2014)
- Rawk On! (13 de septiembre de 2015)
- POP (Past or Present) (28 de diciembre de 2015)

## Vida personal
Oliver se crio en Kentucky.  El tiene dos niños. 